# Ucides cordatus
Ucides cordatus ist eine Krabbenart aus der Familie Ocypodidae. Sie lebt in Mangrovenwäldern Mittel- und Südamerikas.

## Beschreibung und Systematik
Ausgewachsene Ucides cordatus erreichen eine Carapaxbreite von > 8 cm. Der Panzer ist weißlich oder bläulich, die Beine und die Ansätze der Scheren sind dunkel-rötlich oder violett. Männliche Tiere unterscheiden sich von den Weibchen durch die kräftigeren Scheren und das gleichmäßig spitz zulaufende (bei den Weibchen rundlich-breite), unter den Körper geklappte Abdomen.
Die Verbreitung, sowohl an den pazifischen, als auch an den atlantischen Küsten Amerikas führte zur aufstellung von zwei Unterarten:
- Ucides cordatus cordatus mit Verbreitung an den Atlantikküsten von Florida/USA bis Uruguay
- Ucides cordatus occidentalis mit Verbreitung entlang der Pazifikküste von Niederkalifornien/Mexiko bis Peru.

Inzwischen wurde U. ucides occidentalis zur eigenständigen Art unter dem Namen Ucides occidentalis erhoben.

## Ökologie
Ucides cordatus ernährt sich vor allem vom Falllaub der Mangrovenbäume; Blätter von Bäumen der Gattung Rhizophora werden bevorzugt. Die Krabbe zieht sich bei Gefahr oder bei Überflutung und während der Häutungsphase in einen selbstgegrabenen Gang im Mangrovenschlamm zurück. Die Gänge können eine Tiefe von >1 m erreichen. Natürliche Feinde von U. cordatus sind Vögel, Säugetiere (zum Beispiel Krabbenwaschbären, Procyon cancrivorus) und manche Fische. Mangrovenkrabben wachsen langsam und erreichen die Geschlechtsreife erst nach mehreren Jahren.
Die Fortpflanzungsperiode von U. cordatus ist an bestimmte Jahreszeiten gebunden. Paarungsverhalten und Laichen werden innerhalb der Fortpflanzungszeit vom Zyklus des Mondes bestimmt. Während der Partnersuche sind die sonst scheuen und eher trägen Mangrovenkrabben sehr aktiv. Das Ablaichen findet bei Flut in der überschwemmten Mangrove statt. Die frühen Larvenstadien sind pelagisch; sie driften in die Küstengewässer und kehren erst nach mehreren Häutungen mit Erreichen des letzten Larvenstadiums (Megalope) in die Mangrove zurück.

## Nutzung durch den Menschen, Gefährdung und Schutz
Ucides cordatus wird in einigen Gebieten als Delikatesse geschätzt. Sie werden von Hand gesammelt oder in Netzfallen gefangen. Durch die Vernichtung des Lebensraums, durch Krankheiten und möglicherweise durch Überfischung sind Mangrovenkrabben in manchen Regionen selten geworden. Zum Schutz der Art gibt es zum Beispiel in Brasilien gesetzliche Regelungen, die eine Mindestfanggröße festlegen, das Fangen von Weibchen untersagen und das Sammeln während der Fortpflanzungszeit verbieten.